# 96번가역 (IND 8번로선)
96번가(96th Street)역은 뉴욕 지하철 IND 8번로선의 역이다. 어퍼 웨스트 사이드의 서96번가와 센트럴 파크 서부에 위치해 있으며, 평일에는 B 열차, 밤을 제외한 전시간대에 C 열차, 심야에 A 열차가 운행된다.

## 역사

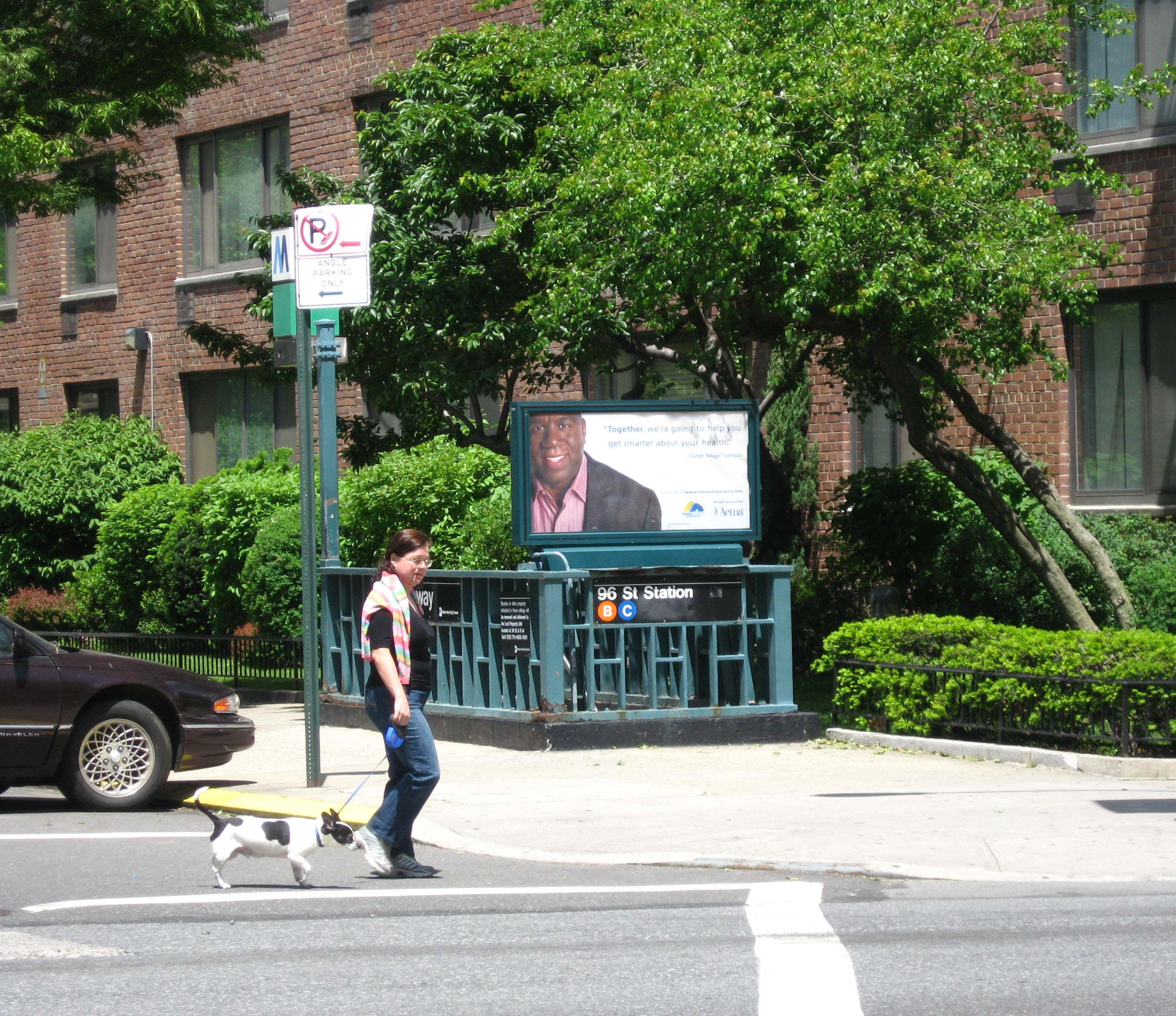
97번가 출구

이 역은 1932년 9월 10일에 시에서 운영하는 인디펜던트 서브웨이 시스템(IND)의 초기 구간인 챔버스 스트리트 and 207번가 사이의 8번로선의 일부로 개업했다. 전체 노선 건설 비용은 1억 9,120만 달러(2021년 3,797.4백만 달러)였다. IRT 브로드웨이-7번로선이 이미 병행 서비스를 제공한 반면, 센트럴 파크 웨스트를 경유하는 새로운 8번로 지하철은 대체 노선을 제공했다.
2019년, MTA는 2020-2024년 캐피탈 프로그램의 일환으로 이 역에 ADA-접근이 가능하게 될 것이라고 발표했다.

## 역 구조

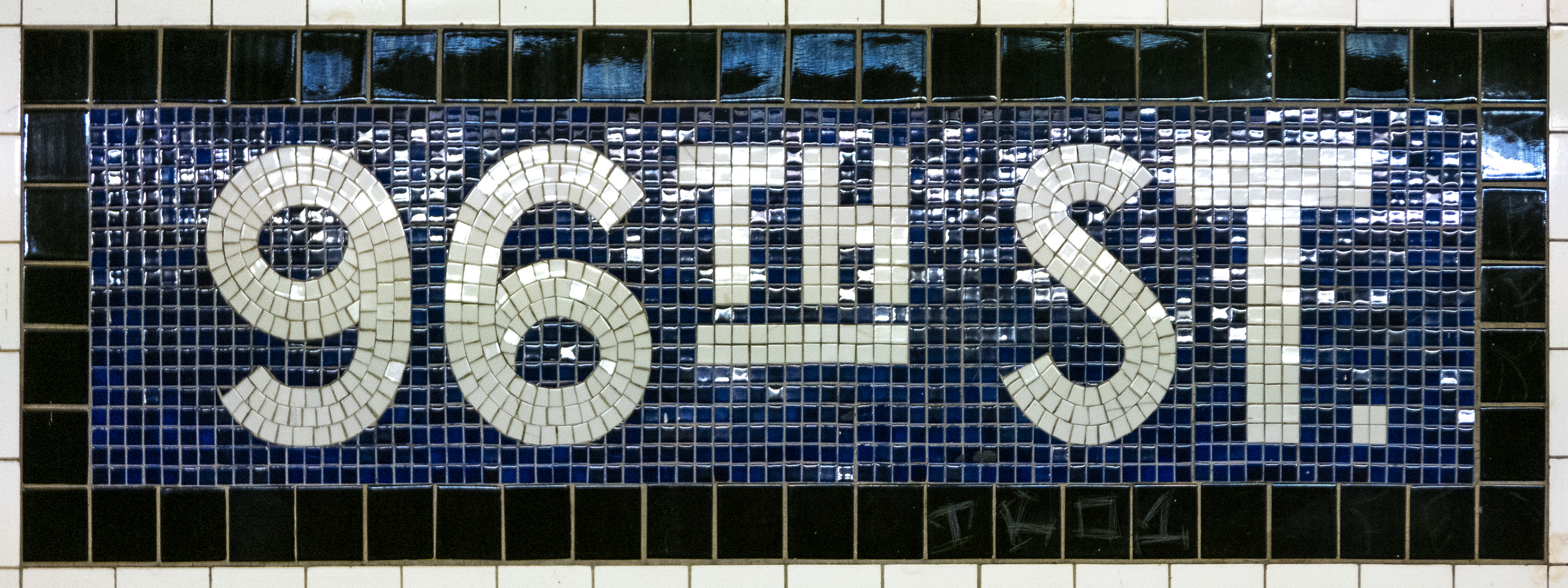
모자이크 역명판

이 지하역은 2개의 층으로 이루어져 있으며, 북행 열차는 상부층을, 남행 열차는 하부층을 사용한다. 각 층에는 두개의 선로가 있고 서쪽에 상대식 승강장이 하나씩 있다.
승강장에는 트림 라인이 없이 "96TH ST"가 표시된 역명판이 있다. 미드나이트 블루 배경과 검은색 테두리에 흰색 산세리프 글꼴로 이루어졌으며, 방향판과 같은 형태의 "96" 표지판은 명판과 같은 높이에 일정한 간격으로 승강장 벽면을 따라 배치되었다. 파란색 기둥은 흰색 번호의 검은색 배경 표준 역명판을 가진 기둥과 교대로 두 승강장을 따라 일정하게 배치되어 있다.

### 출구
모든 운임 구역은 상부층 승강장에 있으며 각 구역과 인접한 두 개의 계단이 하부층으로 내려간다. 네 개의 계단이 세 개의 개찰구로 이루어진 뱅크로 내려가면 토큰 부스로 이어진다. 역의 북쪽 끝에 있는 97번가의 다른 운임 구역은 역무원이 없고 전체높이 입/출구용 개찰구를 포함한다. 북서쪽 계단은 97번가의 확장으로 인해 더 긴 통로로 이전되었다.
두 개의 계단이 두 승강장을 연결한다. 현재 출구는 3개로 각각 다음 위치로 나간다:
- 웨스트 96번가와 센트럴 파크 웨스트의 남서쪽 모퉁이.[9]
- 서97번가와 센트럴 파크 웨스트의 서쪽 모퉁이(각각 계단 하나씩).[9]

가려진 방향 표지판은 서95번가로 가는 두 서쪽 모퉁이(각각 한 계단씩)로 이어지는 세 번째 출구 있음을 나타내고 있다. 이 출구의 존재에 대한 추가 증거는 출구가 있는 새로운 타일링을 포함하여 양쪽 층 모두에서 변환된 저장 공간으로 연결된다. 이 출구는 1940년에 폐쇄되었으며 이는 역이 문을 연 지 두 달 만인 1932년 11월에 빈번한 공공 기물 파손으로 인한 것으로 보고있다.